# Seidlia schmidti
Seidlia schmidti és una espècie de triclàdide planàrid que habita al nord-est d'Àsia. És una espècie estenoterma que viu en biòtops d'aigua freda.

## Descripció
Els espècimens de S. schmidti mesuren entre 5 i 17 mm de longitud i uns 2 mm d'amplada. Presenten dues petites aurícules i entre 30 i 40 ulls al llarg del marge anterior del cos. Les superfície dorsal i ventral són de color beix. La faringe es troba a la meitat posterior del cos i mesura aproximadament un quart de la longitud total del cos.

## Distribució
S. schmidti habita al Japó al nord i l'est de Hokkaido incloent la península Shiretoko i l'illa Rishiri. També habita a Rússia, al sud de Sakhalín, al krai de Primórie, Khabàrovsk incloent la base de la península de Txukotka, i la península Kamtxatka (i a l'illa de Bering).